# Greg Osby

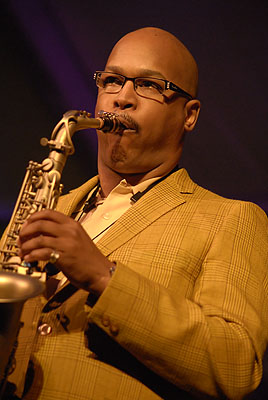
Greg Osby

Greg Osby (* 3. August 1960 in St. Louis, Missouri) ist ein US-amerikanischer Jazzmusiker (Altsaxophon, Sopransaxophon, Komposition).

## Ausbildung und erste Jahre als Sideman
Osby erhielt als Kind eine Ausbildung im Klarinetten-, Flöten- und Altsaxophonspiel. Seine professionelle Musikerkarriere begann er 1975. Ab 1978 studierte er an der Howard University und von 1980 bis 1983 am Berklee College of Music. Danach arbeitete er in New York City u. a. mit Musikern wie Herbie Hancock, Dizzy Gillespie, Andrew Hill, Muhal Richard Abrams, Jim Hall und Jaki Byard. 1985 wurde er Mitglied von Jack DeJohnettes Gruppe Special Edition.

## Weiteres Wirken

### M-Base, Funk, Fusion und Rap
1987 erschien Osbys erstes Album bei dem deutschen Label JMT. Er gehörte die ersten Jahre auch ästhetisch zum M-Base-Kollektiv, das von seinem Saxophonistenkollegen Steve Coleman mitbegründet wurde und zu dem bald Musiker wie Gary Thomas und Cassandra Wilson stoßen sollten. Mit seinem Wechsel zu Blue Note vollzog er einen ersten Stilwechsel und nahm mit Man-Talk for Moderns Vol. X ein von Fusion und Funk geprägtes Album auf, dem mit 3D-Lifestyles ein eher vom Rap als vom Jazz bestimmtes Album folgte. Black Book gab schließlich einen Hinweis auf die später folgenden Alben, Jazz nahm im Gegensatz zu den zwei vorigen Alben neben dem anderen Hauptelement, in diesem Fall dem Hip-Hop, wieder eine gleichwertige Stellung ein.
Osby selbst nahm für sich in Anspruch den Jazz während dieser Zeit niemals verlassen zu haben, Elektronik und Hip-Hop seien einfach nur eine andere Sound-Umgebung gewesen.

### Hinwendung zum akustischen Jazz
Mit Art Forum wandte sich Osby vollständig dem akustischen Jazz zu, ohne dabei auf moderne Elemente zu verzichten, und ist seitdem bei diesem verblieben. Auf dem darauf folgenden Further Ado führte er Jason Moran in die Szene ein, der im Jahr 1999 mit seinem Debüt selbst zu einem bekannten Blue Note-Musiker werden sollte. Das 1998 erschienene Banned in New York ist ein offizielles Bootleg, das direkt auf DAT aufgenommen wurde. Anschließend wurde er von Blue Note mit einem Projekt betraut, in dem er die Blue Note-Jungmusiker Stefon Harris, Jason Moran und Mark Shim protegierte: Das Album erschien 2000 unter dem Namen New Directions. The Invisible Hand ging den umgekehrten Weg, hier spielte Osby zusammen mit Altmeistern wie Andrew Hill und Jim Hall. Auf Symbols of Light (A Solution) wurde ein Streichquartett eingebunden; es stellt das vorerst letzte Album (die folgende Veröffentlichung entstand zwei Jahre zuvor) mit Jason Moran als Bandmitglied dar. Inner Circle, das bereits 1999 entstand, wieder ein eher experimentelles Werk, wurde von Osby erst 2002 veröffentlicht, da er Bedenken bezüglich der Aufnahme beim Publikum hatte. Mit St. Louis Shoes brachte Osby ein als Hommage an die Stadt seiner Kindheit konzipiertes Werk heraus, in dem er Jazzklassiker teilweise völlig umarrangierte. Nach dem Livealbum Public nahm er 2005 mit dem Bassisten Matt Brewer und dem Schlagzeuger Jeff Watts das Album Channel Three auf, bei dem er mit dem Verzicht auf ein Harmonieinstrument wiederum Neuland betrat.
2013 nahm er zusammen mit der niederländischen Saxophonistin Tineke Postma gemeinsam das Album Sonic Halo auf. 2017 tourte er mit dem Saxophone Summit um Dave Liebman und Joe Lovano. Zu hören ist er u. a. auch auf Tyshawn Soreys Album The Off-Off Broadway Guide to Synergism (2022).
Osby war zwischen 2010 und 2017 als Hochschullehrer am Berklee College of Music tätig.

## Diskografie
| Titel                                                           | Aufnahme   | VÖ-Jahr | Label                      | Anmerkungen                                                           |
| --------------------------------------------------------------- | ---------- | ------- | -------------------------- | --------------------------------------------------------------------- |
| Greg Osby and Sound Theatre                                     | 05–06.1987 | 1987    | JMT                        | Aufnahmedatum inklusive Mix; bei Winter & Winter wiederveröffentlicht |
| Mindgames                                                       | 05.1988    | 1988    | JMT                        | bei Winter & Winter wiederveröffentlicht                              |
| Strata Institute: Cipher Syntax (mit Steve Coleman)             | 03–04.1988 | 1989    | JMT                        | bei Winter & Winter wiederveröffentlicht                              |
| Seasons of Renewal                                              | 07.1989    | 1989    | JMT                        | bei Winter & Winter wiederveröffentlicht                              |
| Man-Talk for Moderns Vol. X                                     | 10–11.1990 | 1991    | Blue Note                  |                                                                       |
| Strata Institute: Transmigration                                | 03.1991    | 1991    | Rebel-X / DIW / Columbia   |                                                                       |
| 3D-Lifestyles                                                   | k. A.      | 1993    | Blue Note                  |                                                                       |
| Black Book                                                      | k. A.      | 1995    | Blue Note                  |                                                                       |
| Art Forum                                                       | k. A.      | 1996    | Blue Note                  |                                                                       |
| Further Ado                                                     | k. A.      | 1997    | Blue Note                  |                                                                       |
| Zero                                                            | 01.1998    | 1998    | Blue Note                  |                                                                       |
| Banned in New York                                              | k. A.      | 1998    | Blue Note                  | Livealbum                                                             |
| Friendly Fire (mit Joe Lovano)                                  | 12.1998    | 1999    | Blue Note                  |                                                                       |
| New Directions (mit Stefon Harris, Jason Moran, Mark Shim)      | 05.1999    | 2000    | Blue Note                  |                                                                       |
| The Invisible Hand                                              | 09.1999    | 2000    | Blue Note                  |                                                                       |
| Symbols of Light (A Solution)                                   | 01.2001    | 2001    | Blue Note                  |                                                                       |
| Inner Circle                                                    | 04.1999    | 2002    | Blue Note                  |                                                                       |
| St. Louis Shoes                                                 | 01.2003    | 2003    | Blue Note                  |                                                                       |
| Public                                                          | 01.2004    | 2004    | Blue Note                  | Livealbum                                                             |
| Channel Three                                                   | 02.2005    | 2005    | Blue Note                  |                                                                       |
| 9 Levels                                                        | 08.2008    | 2008    | Inner Circle Music         | erste Veröffentlichung des von Osby gegründeten Labels                |
| Sonic Halo (zusammen mit Tineke Postma)                         | 11.2013    | 2013    | Challenge Records          |                                                                       |
| Saxophone Summit: Street Talk (mit Dave Liebman und Joe Lovano) |            | 2019    | Enja                       | mit Phil Markowitz, Cecil McBee und Billy Hart                        |
| Choices (zusammen mit Michele Franzini)                         |            | 2019    | Inner Circle Music         |                                                                       |
| Reflections of the Eternal Line (mit Florian Arbenz)            | 2019       | 2020    | Hammer Recordings/Jazzfuel |                                                                       |